# Scybalista himerta
Scybalista himerta là một loài bướm đêm trong họ Crambidae.